# 尾登駅
尾登駅（おのぼりえき）は、福島県耶麻郡西会津町登世島（とせじま）にある、東日本旅客鉄道（JR東日本）磐越西線の駅である。

## 歴史
- 1955年（昭和30年）10月1日：日本国有鉄道の駅として開業[3]。
- 1987年（昭和62年）4月1日：国鉄分割民営化により、東日本旅客鉄道の駅となる[4]。

## 駅構造
単式ホーム1面1線を有する地上駅である。ホームは西側の駅舎に面して設置されている。駅舎は待合室の機能のみである。また、トイレが待合室の隣にある。
新津駅管理の無人駅である。

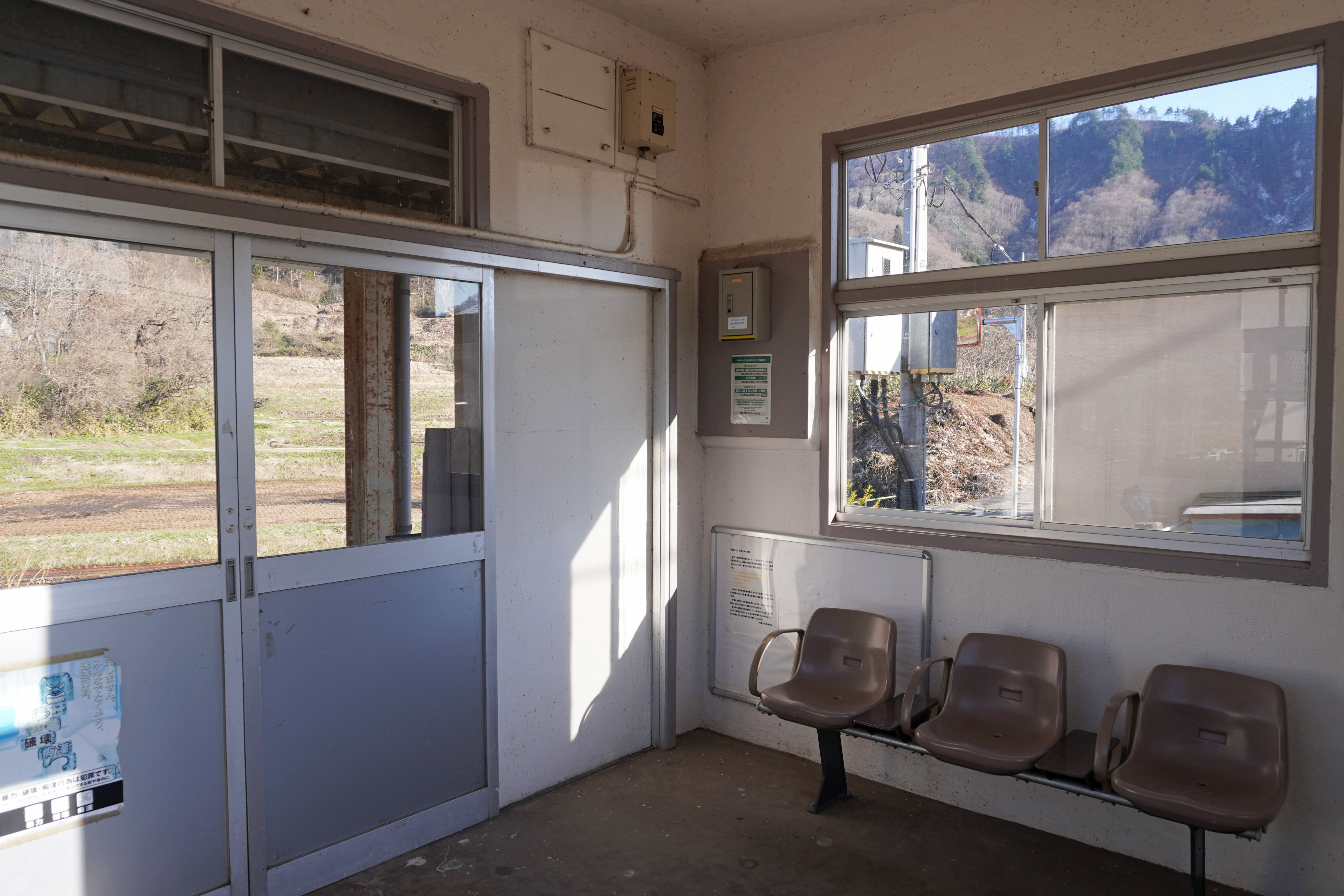
待合室（2023年4月）
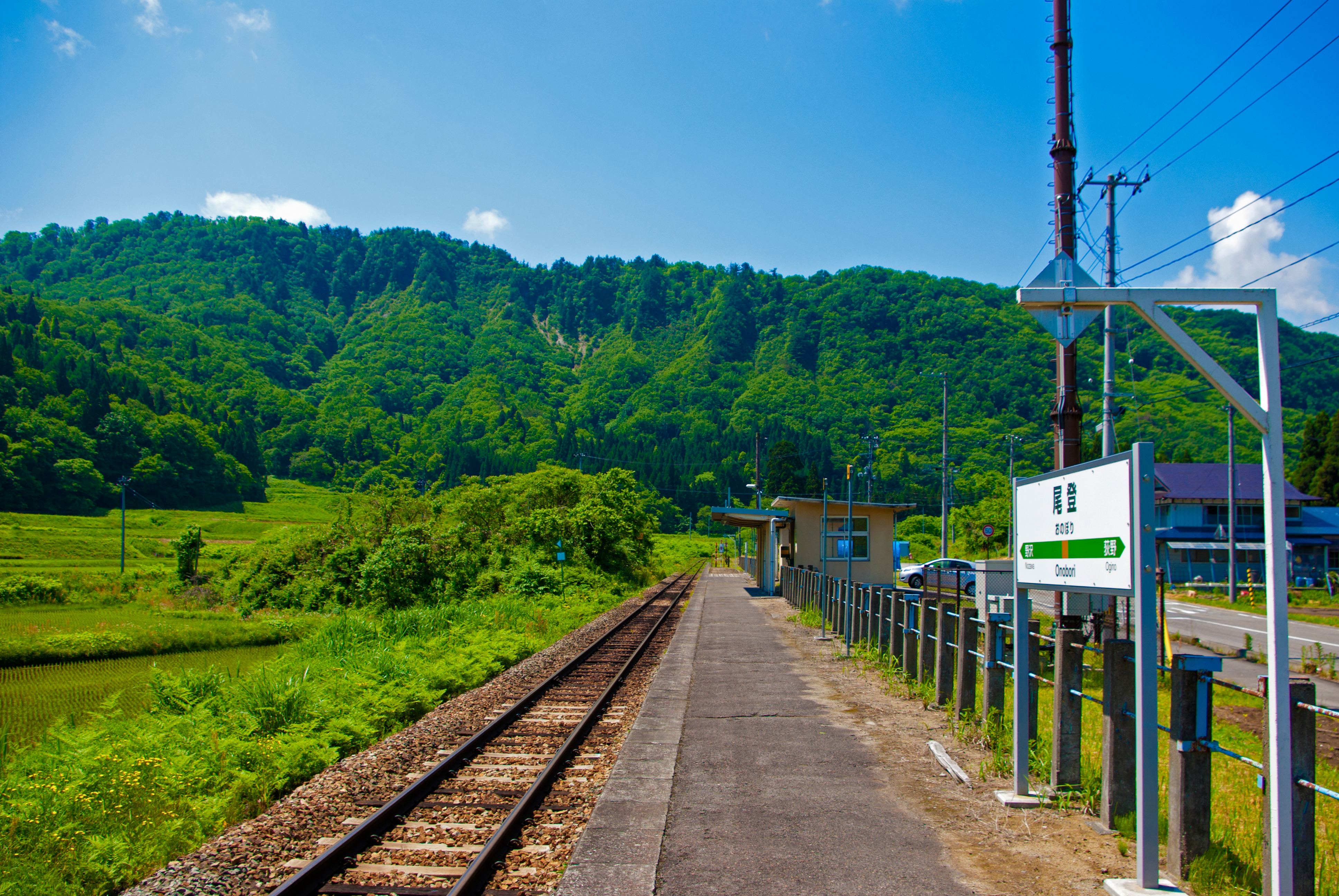
ホーム（2010年6月）

## 利用状況
「福島県統計年鑑」によると、2000年度（平成12年度）- 2004年度（平成16年度）の1日平均乗車人員の推移は以下のとおりであった。
| 乗車人員推移       | 乗車人員推移     | 乗車人員推移 |
| 年度               | 1日平均 乗車人員 | 出典         |
| ------------------ | ---------------- | ------------ |
| 2000年（平成12年） | 14               | [ 5 ]        |
| 2001年（平成13年） | 11               | [ 6 ]        |
| 2002年（平成14年） | 11               | [ 7 ]        |
| 2003年（平成15年） | 11               | [ 8 ]        |
| 2004年（平成16年） | 5                | [ 9 ]        |

## 駅周辺
農家数軒の集落がある。
- 福島県道16号喜多方西会津線
- 福島県道367号新郷荻野停車場線
- 阿賀川
- 山郷ダム

## 隣の駅
東日本旅客鉄道（JR東日本）
■磐越西線
荻野駅 - 尾登駅 - 野沢駅